# Madeleine Deville
Pour les articles homonymes, voir Deville.

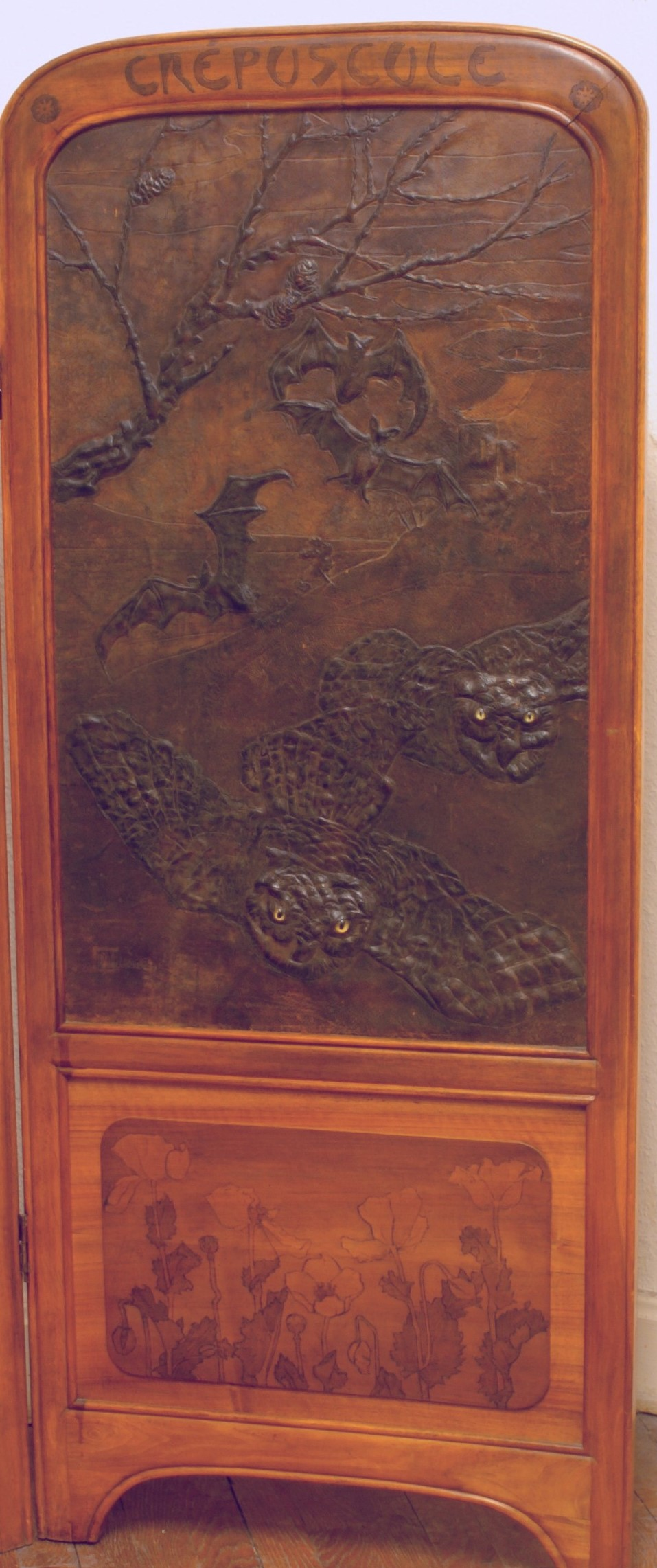
Madeleine Deville, paravent La nuit, l'aube, le jour et le crépuscule (détail), 1903, bœuf repoussé, pyrogravé, teinté, incrustation d'yeux de verre, quatre panneaux de 153,2 x 62,8 cm, MEN, inv. DD. 1 – Don

Marie Madeleine Deville, née à Nancy (ferme, 28, avenue de la Garenne), le 2 juin 1880 et morte dans la même ville le 23 décembre 1953, est une artiste lorraine. Elle réalise principalement des objets d'art décoratif en corne ou en cuir, de style Art nouveau. Elle est également aquarelliste.

## Biographie
Son père Laurent Deville est un propriétaire terrien et cultivateur, de même que son oncle Eugène Deville, décoré de la médaille militaire 1870-1871. Sa mère, Zélie Chatton, décède le lendemain de la naissance de sa sœur Zélie en 1882,. Issue de la bourgeoisie nancéienne, Madeleine reçoit, ainsi que sa sœur, une éducation poussée. Elle se forme dans l'atelier d'Amy et Mina Pariset, situé au 15 rue du Pont-Mouja. En 1903, elle prend part à sa première exposition lors du salon de la Société Lorraine des Amis des Arts. Elle présente un paravent sculpté à quatre panneaux en cuir repoussé, aujourd'hui exposé au Musée de l'École de Nancy. Elle prend part à plusieurs expositions de la SLAA entre 1903 et 1912, dont l'Exposition internationale de l'Est de la France de 1909.
En 1908, au salon de la Société Lorraine des Amis des Arts, elle expose à nouveau des objets d'art décoratif en corne sculptée. Certains de ces objets sont reproduits dans la revue Art et Industrie : revue mensuelle illustrée .
Sa participation à l'École de Nancy ne se limite pas aux salons lorrains. Elle participe également aux concours d'émulation organisés par l'École de Nancy. Elle participe ainsi au concours de broderie organisé pour le compte de la société de lingerie Heymann, où elle remporte une mention. Elle remporte également un premier prix au quatrième concours de l'École pour l'illustration d'une boîte et d'une pochette à papier pour les Papeteries de Clairefontaine.
Catholique et de convictions démocrates, elle rejoint vers 1905 le mouvement politique Le Sillon. Le Sillon est condamné par Pie X en 1910. Dans les années 1930, Madeleine Deville compte parmi ses amitiés politiques Philippe Serre, alors député puis conseiller général de Briey, et son secrétaire le nancéien Marcel Leroy (1904-1944), membre du Syndicat national des instituteurs, futur résistant fondateur du mouvement « Lorraine »,,.